# FIFA Marta Award 2024
Il FIFA Marta Award 2024 è stata la prima edizione del premio per il gol femminile ritenuto più bello dell'anno. A vincerla è stata la stessa Marta Vieira da Silva, annunciata durante la cerimonia dei The Best FIFA Football Awards, tenutasi a Doha il 17 dicembre 2024. Gli 11 gol nominati sono stati resi noti il 28 novembre 2024. Inizialmente candidate per il premio FIFA Puskás Award, da questa edizione alle calciatrici donne è stato riservato questo premio, mentre gli uomini si sono contesi il Puskás Award.

## Formula
Sono in gara tutti i gol segnati dal 21 agosto 2023 al 10 agosto 2024. La FIFA ha confermato la formula utilizzata nelle ultime edizioni del Puskás Award per l'assegnazione del premio: potranno votare online i tifosi da tutto il mondo, registrati sul sito ufficiale della FIFA; in più ci sarà una giuria di Leggende della FIFA. Entrambe le giurie avranno lo stesso peso, indipendentemente dai numeri di voti dei tifosi. Sia i "Tifosi" che le "Leggende" potranno votare selezionando tre degli undici gol, attribuendo un punteggio per ogni selezione: 5 punti per il primo selezionato, 3 per il secondo ed 1 per il terzo. Alla fine della fase di votazione verranno generate due classifiche: una dei tifosi e una delle leggende. Si procede così ad attribuire un punteggio ad ogni gol in base alla posizione in ognuna delle due classifiche: al primo classificato della votazione dei Tifosi verranno assegnati 13 punti, 11 per il secondo, 9 per il terzo, 8 per il quarto e così via. Verrà fatto lo stesso con la classifica generata dalle "Leggende". Vengono poi sommati i punteggi ottenuti da ogni singolo gol in entrambe le classifiche, stilando quindi la classifica finale. Le votazioni si sono tenute dal 28 novembre al 10 dicembre 2024.

## Risultati
Il 29 novembre 2024 sono state rese noti le candidate al premio. Il 17 dicembre successivo è stato resa nota la vincitrice e la classifica finale.
Nota bene: il risultato indicato tiene conto del punteggio al momento della realizzazione del gol.
| Pos. | Giocatore          | Squadra         | Avversario   | Risultato | Competizione                                                  | Punti |
| ---- | ------------------ | --------------- | ------------ | --------- | ------------------------------------------------------------- | ----- |
| 1    | Marta              | Brasile         | Giamaica     | 4-0       | Amichevole internazionale                                     | 22    |
| 2    | Asisat Oshoala     | Barcellona      | Benfica      | 5-0       | UEFA Women's Champions League 2023-2024                       | 20    |
| 3    | Sakina Karchaoui   | Francia         | Svezia       | 1-0       | Qualificazioni al campionato europeo femminile di calcio 2025 | 16    |
| 4    | Giuseppina Moraca  | Lazio           | Bologna      | 2-0       | Serie B 2023-2024                                             | 15    |
| 5    | Mayra Pelayo       | Messico         | Stati Uniti  | 2-0       | CONCACAF Women's Gold Cup 2024                                | 12    |
| 6    | Paulina Krumbiegel | Hoffenheim      | MSV Duisburg | 2-0       | Frauen-Bundesliga 2023-2024                                   | 12    |
| 7    | Delphine Cascarino | Olympique Lione | Benfica      | 2-1       | UEFA Women's Champions League 2023-2024                       | 10    |
| 8    | Bethany Mead       | Arsenal         | West Ham     | 2-0       | Women's Super League 2023-2024                                | 9     |
| 9    | Marina Hegering    | Wolfsburg       | SGS Essen    | 2-1       | Frauen-Bundesliga 2023-2024                                   | 9     |
| 10   | Trinity Rodman     | Stati Uniti     | Giappone     | 1-0       | Torneo Olimpico di calcio femminile - Parigi 2024             | 9     |
| 11   | Nina Matejić       | Serbia          | Inghilterra  | 1-0       | Campionato europeo femminile under 19 di calcio 2024          | 6     |